# 毛边本

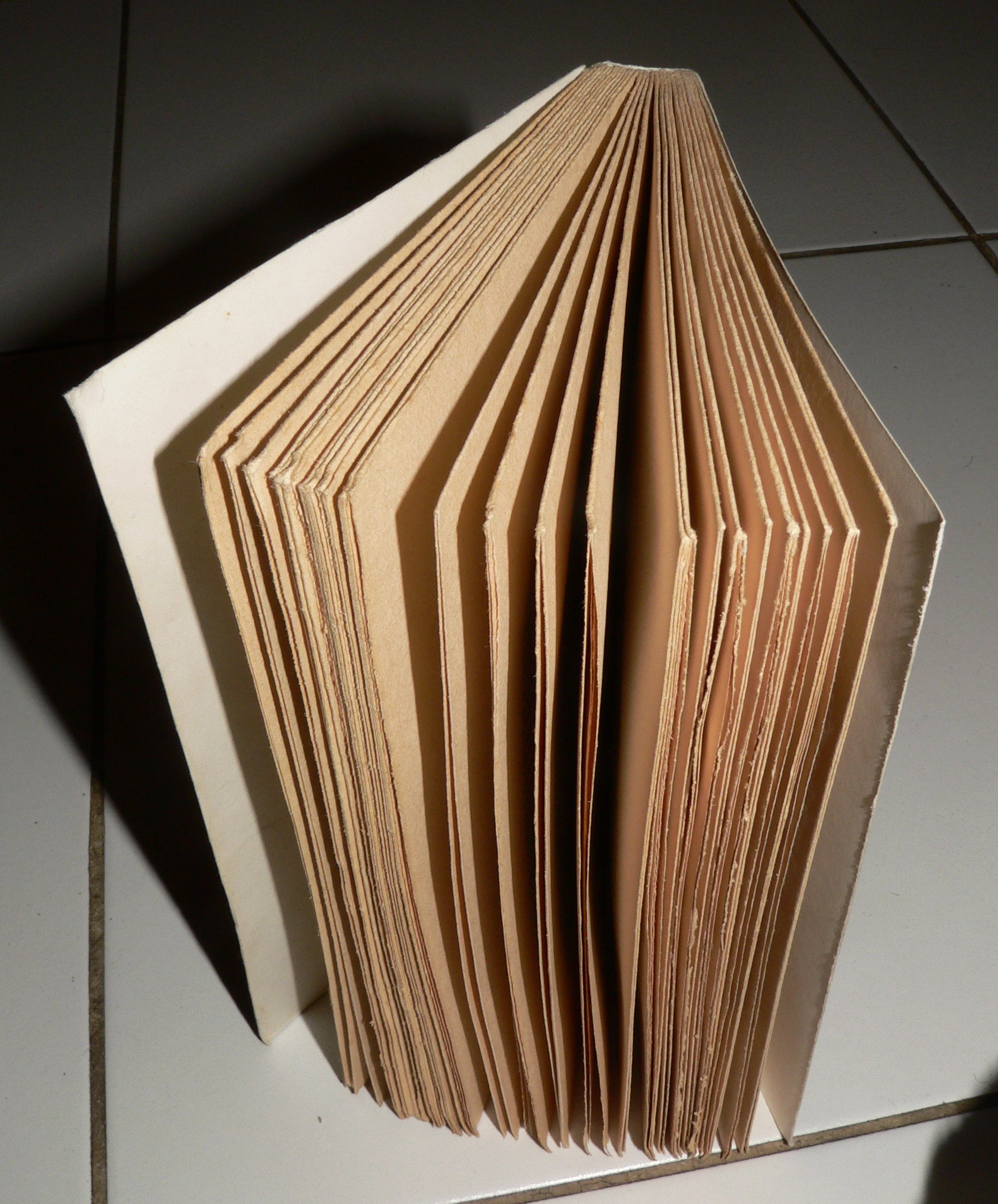
一本未经过裁剪的毛边本

毛边本，即书口未裁剪的書本。书口未裁指的是印张折叠装订后，书口保留原纸张毛边未经裁切整齐的本子。有的毛邊本书页未开、书口未裁切且维持书叠折线。早期书皆以此形态出版，读者买回后须一一裁开方能阅读。鲁迅对于这种形态的书籍特别喜爱，曾命名为毛边本。